# Dominique Colonna
Dominique Colonna (født 4. september 1928 i Corte, Frankrig, død 12. september 2023) var en fransk fodboldspiller og -træner, der spillede som målmand. Han var på klubplan tilknyttet Montpellier, Stade Français, Nice og Reims, og spillede desuden 13 kampe for det franske landshold. Han var en del af det franske hold ved VM i 1958 i Sverige.
Efter sit karrierestop var Colona træner for Camerouns landshold.

## Titler
Ligue 1
- 1956 med Nice
- 1958, 1960 og 1962 med Reims

Coupe de France
- 1958 med Reims

Trophée des Champions
- 1958 med Reims